# Байкал
Вижте пояснителната страница за други значения на Байкал.
Байкал е езеро с тектоничен произход, разположено в южната част на Източен Сибир, на границата между Иркутска област и Република Бурятия.
Това е най-дълбокото езеро в света (1642 m) и най-големият природен резервоар на прясна вода. Периодът на замръзване на езерото е различен (от 4,5 до 6,5 месеца) – езерото замръзва почти цялото, освен малък, дълъг 15 – 20 km участък, намиращ се на изток от Ангара. Периодът на корабоплаване за пътнически и товарни кораби обикновено е от юни до септември; за научноизследователски съдове навигацията започва веднага след изчистването на леда и продължава до замръзването на Байкал, т.е. от май до януари. От 1956 г. езерото става част от Иркутското водохранилище, в резултат на което нивото на водата се вдига с почти 1 m.

## География
Байкал се намира в Азия, на територията на Русия, на границата на Иркутска област и Република Бурятия. Езерото се намира в своеобразна котловина, обградена от всички страни от планински хребети и върхове и е силно сеизмичен район. Земетресенията са много често явление в околностите на Байкал. Възрастта на езерото е около 25 – 30 млн. години. Дължината на езеро Байкал е 636 km (във формата на гигантски полумесец), ширината се колебае между 25 и 80 km. Площта му е 31 722 km2 (без островите), което е равно приблизително на територията на държави като Белгия, Нидерландия или Дания, и нарежда езерото на шесто място по площ сред езерата в света. Обемът на водната маса е 23 000 km3 (което прави 22% от световните запаси на сладка вода). По обем се нарежда на второ място след Каспийско море. Бреговата линия е дълга 2100 km.
Максималната дълбочина на езерото е 1642 m – открита през 1983 г. от Леонид Колотило и А. Сулимов, по време на хидрографски работи при експедиция на Министерството на отбраната на СССР, в точка с координати 53°14′59″ с. ш. 108°05′11″ и. д. / 53.249722° с. ш. 108.086389° и. д., което го прави най-дълбокото езеро на Земята.
Максималната дълбочина е нанесена на карта през 1992 г. и потвърдена през 2002 г. в резултат на изпълнението на съвместен белгийско-испанско-руски проект по създаването на нова батиметрична карта на Байкал, при която са означени дълбочините в 1 312 788 точки от акваторията на езерото (числата са получени в резултат на изчисляване на данните от акустичното сондиране, съчетани с допълнителна батиметрична информация, в това число ехолокация и сеизмично профилиране. Един от авторите на откритието на максималната дълбочина – Леонид Колотило, участва и в този проект.)
Ако се отчете фактът, че водната повърхност на езерото се намира на 455,5 m над морското равнище, то най-ниската му точка се пада на 1186,5 m под морското равнище, което го превръща в една от най-дълбоките континентални падини. Средната дълбочина на Байкал е 744,4 m и също превишава максималната дълбочина на много от най-дълбоките езера в света.

### Притоци
Според изследване на Иван Черски през 19 век, в Байкал се вливат 336 реки и потока, като в това число са взети предвид само постоянните притоци. Няма по-съвременни данни по този въпрос, но понякога като числови данни се посочват 544 или дори 1123 (които показват резултата от броя на всички, а не само на постоянните притоци). Смята се също, че в резултат на въздействието на човешката дейност и климатичните промени в езерото Байкал, от 19 век до наши дни може да са изчезнали голям брой постоянни притоци.
Най-големите притоци на езерото Байкал са реките Селенга, Горна Ангара, Баргузин, Турка, Снежная и Сарма. От Байкал изтича само една река – Ангара.

### Острови и полуострови
На територията на Байкал се намират 27 острова, включващи групата острови Ушкани, остров Олхон, остров Ярки Най-големият от тях е Олхон (71 km на дължина и 12 km на широчина, разположен почти в центъра на езерото край западния му бряг, площ – 729 km², по други данни – 700 km². Най-големият полуостров е Свети Нос.

### Релеф на дъното
Дъното на езерото има силно изразен релеф. Покрай цялото крайбрежие на Байкал, в по-голяма или по-малка степен са развити крайбрежни шелфове и подводни склонове; изразено е ложето на трите основни езерни котловини; има подводни плитчини и дори подводни хребети.
Дъното на Байкал се дели на три котловини: Южна, Централна и Северна, отделени една от друга с два хребета – Академически и Селенгински.
Добре изразен е Академическият хребет, простиращ се от остров Олхон до островите Ушкани, които са най-високата му част. Дължината му е около 100 km, максималната височина над дъното на Байкал е 1848 m. Дебелината на утаечните слоеве в Байкал, установена по гравиметричен способ, достига около 6 хиляди метра, което означава, че в Байкал са потопени някои от най-високите планини в света, с височина над 7000 m.

## Свойства на водата
Основните свойства на байкалската вода се характеризират с това, че в нея има много малки количества разтворени и измерени минерални вещества, нищожно малко органични примеси и много кислород.
В значителна степен чистотата на водата в Байкал се поддържа от дейността на микроскопичния рак епишура който използва органика, пропускайки байкалската вода през организма си. Байкалската епишура (на латински: Epischura baicalensis) е вид ракообразно от подвид Copepoda. Размерът на възрастния екземпляр е около 1,5 mm. Епишурата играе важна роля в екосистемата на езерото, намира се във всички слоеве и формира до 90 % от биомасата на Байкал. Чистотата на езерната вода се дължи именно на епишурата.
Водата в Байкал е хладна. Температурата на повърхностния слой в Байкал през лятото е 8 – 9 °С, в отделни заливи – до 15 °C. Температурата на по-дълбоките слоеве е около 4 °C. Максималната измерена температура в отделни заливи е 23 °C.
Водата в езерото е толкова прозрачна, че отделни камъни и различни предмети могат да се видят на дълбочина от 40 m. Това е възможно обикновено през пролетта, когато водата в езерото има син цвят. През лятото, както и през есента, когато се развиват много растителни и животински организми, цветът на водата се променя на синьозелен и зелен, и прозрачността ѝ спада до 8 – 10 m. Чистата и прозрачна вода на Байкал съдържа толкова малко минерални соли (96,7 mg/l), че може да се използва вместо дестилирана вода. Бреговете се заледяват в зимно време.
В периода на замразяване (средно от 9 януари до 4 май) Байкал замръзва напълно, с изключение на малък участък с 15 – 20 km дължина, намиращ се край началото на Ангара. Периодът на корабоплаване за пътници и товарни кораби обикновено е от юни до септември; научноизследователските кораби започват навигация след изчистването на езерото от леда и я завършват при замръзването му, т.е. от май до януари.
Към края на зимата, дебелината на леда на езерото достига 1 m, а в заливите – 1,5 – 2 m. При силен студ пукнатини разчупват леда на отделни полета. Дължината на такива пукнатини е 10 – 30 km, а ширината им – 2 – 3 m. Напукването се случва всяка година в едни и същи райони на езерото. Те са придружени от силен пукот, напомнящ на гръмотевици и изстрели от оръдие. Благодарение на пукнатините в леда, рибите в езерото не загиват от липса на кислород. Байкалският лед освен това е много прозрачен и през него проникват слънчеви лъчи, затова във водата бурно се развиват планктонни водорасли, отделящи кислород.

## Произход на езерото
Произходът на Байкал дълги години предизвиква научни спорове. Възрастта на езерото традиционно се определя от учените на 25 – 35 млн. години. Този факт също прави Байкал уникален природен обект, тъй като повечето езера, особено с ледников произход, имат продължителност на живот средно 10 – 15 хил. години, а после се запълват с тинести утайки.
Съществува и друга, по-нова версия за възрастта на Байкал, повдигната от Александър Татаринов през 2009 г., която получава косвени потвърждения по време на втория етап на експедицията с апарата „Мир“ в Байкал – дейността на калните вулкани на дъното на езерото позволяват на учените да предположат, че възрастта на съвременната брегова линия на Байкал е не повече от 8 хил. години, а на по-дълбоките части – 150 хил. години.
Безспорно е това, че езерото е разположено в рифтова падина и по геологическия си строеж прилича, например, на басейна на Мъртво море. Едни изследователи обясняват образуването на Байкал с разположението му в зона на трансформен разлом, други предполагат наличието на горещ мантиен поток под Байкал, трети обясняват образуването на падината на пасивен рифтинг в резултат на сблъсъците на Евразийската и Индийската плоча. Образуването на езерото продължава и до днес – в околностите на Байкал постоянно стават земетресения. Има предположения за това, че огъването на падината е свързано с образуването на вакуумни кухини, възникнали през четвъртичния период, вследствие на изливането на базалта на повърхността.

## Климат
Водната маса на Байкал оказва влияние на климата на крайбрежните области. Зимата е мека, а лятото – прохладно. Настъпването на есента на Байкал е с 10 – 15 дни по-късно в сравнение с околните райони, и тя често е доста продължителна.
Районът на Байкал се отличава с голяма сумарност на слънчевите дни. Например, в селището Болшое Голоустное тя достига до 2524 часа, което е повече, отколкото на черноморските курорти на Русия, и е рекорд за страната. Дните без слънце в годината в селището са само 37, а на остров Олхон – 48.
Особена черта на местния климат са специфичните байкалски ветрове, които имат собствени названия – баргузин, сарма, верховик и култук.

## Сеизмична активност
Районът на Байкал (т.н. Байкалска рифтова зона) се отнася към териториите с висока сеизмичност: в него редовно се случват земетресения, силата на повечето от които е един-два бала по скалата на Медведев-Шпонхойер-Карник. Често обаче има и по-силни; така например, през 1862 г. при десетобалното Кударинско земетресение в северната част на делтата на река Селенга, под вода се озовава участък от сушата с площ от 200 km² с 6 улуса, в които живеели 1300 души, и така се образува залива Провал. Силни земетресения са отбелязани през 1903 (Байкалско), 1950 (Мондинско), 1957 (Муйско) и 1959 г. (Централнобайкалско). Епицентърът на Централнобайкалското земетресение е бил на дъното на Байкал в района на селището Сухая (югоизточното крабрежие), а силата му е достигнала 9 бала. В Улан Уде и Иркутске силата му е достигнала 5 – 6 бала, като е причинило пукнатини и незначителни разрушения на някои здания и постройки. Последните силни земетресения на Байкал са от август 2008 (9 бала) и февруари 2010 г. (6,1 бала).

## Флора и фауна
В Байкал са регистрирани 2630 вида растения и животни, 2/3 от които се срещат единствено в този водоем (ендемични видове). Най-характерна е може би нерпата (Phoca sibirica), която е и единственият вид сладководен тюлен. Сред рибите най-голямо стопанско значение има омулът.

## История

### Име
Не е установено със сигурност откъде идва името на езерото. Съществуват няколко хипотези, изредени по-долу.
- „Бай-Кул“ (киргизски) означава „богато езеро“
- „Бей-Хай“ (китайски) означава „северно море“
- „Байгъал“ (якутски) означава „море, голяма дълбока вода“
- „Байгаал-Далай“ (монголски) означава „природно море“

### Заселване на крайбрежието
По думи на местни жители, записани през 30-те години на 20 век, до 12 – 13 век Прибайкалието е населявано от народа баргути. После от запад идват бурятите, които започват активно да заселват отначало западното крайбрежие на езерото, а после и Задбайкалието. Първите руски селища на брега на Байкал се появяват в края на 17—началото на 18 век. Първият руски откривател на Байкал е казакът Курбат Иванов.

### Известни личности
- Авакум Петров
- Глеб Верешчагин
- Леонтий Гагемейстер
- Григорий Галазий
- Йохан Готлиб Георги
- Виктор Годлевски
- Фьодор Головин
- Виталий Дорогостайски
- Бенедикт Дибовски
- Фьодор Дриженко
- Михаил Кожов
- Александър Колчак
- Леонид Колотило
- Евгений Коряков
- Михаил Кюхелбекер
- Борис Лут
- Даниел Готлиб Месершмит
- Валентин Распутин
- Сава Рагузински-Владиславич
- Семьон Ремезов
- Виктор Семерной
- Фьодор Соймонов
- Николай Спафарий
- Виктор Туровцев
- Владимир Фиалков
- Иван Черски
- Антон Чехов
- Павел Шерстянкин
- Владимир Щейнхейл

## Изследване
Малко се е знаело за Байкал преди започването на работата по изграждането на Транссибирската железопътна линия. Трябвало да се построят 200 моста и 33 тунела, за да се преодолеят живописните хребети около Байкал. По това време (1896 – 1902 г.) е организирана голяма хидрогеографска експедиция с ръководител Фьодор Дриженко, по време на която е изработен първият подробен атлас на байкалските дълбини. Ян Черски е първият учен, картографирал цялата брегова ивица на езерото през 1886 г.

## Екология
Река Селенга е най-големият приток на езерото, като обемът на речния ѝ отток е 30 km³ на година, което превишава половината от общия речен отток в Байкал. На територията на Монголия основен източник на замърсяване в басейна на Селенга и впоследствие – в Байкал, е град Улан Батор, както и златодобивните предприятия в Заамар и предприятията за добив на полезни изкопаеми в горните течения на реките Орхон и Хараа-Гол. Освен тях, други значими източници на замърсяване са промишлените предприятия в град Дархан, голям индустриален център в Северна Монголия, където работят строителни комбинати, фабрика за обработка на кожи, стоманодобивен завод и предприятия от хранителната промишленост.
На територията на Русия основен замърсител на Селенга е град Улан Уде, чиито пречиствателни съоръжения не успяват дя се справят с пречистването на отпадните води от промишлеността и комуналното строителство до нормативните нива. Повечето пречиствателни съоръжения в малките населени селища в басейна на езерото Байкал на територията на Бурятия са в аварийно състояние, а в редица населени пунктове пречиствателни канализационни съоръжения или канализация като цяло, въобще липсват.
Продължително време остава нерешен проблема със замърсяването на река Селенга с нефтопродукти в района на селището Стеклозавод. Друга част от замърсяванията във водите на Байкал постъпва от Забайкалския край по реките Чикой и Хилок, които са главни притоци на Селенга.
Сериозна заплаха за екологичната безопасност на езерото Байкал са производствените и битовите отпадъци. Само малка част от натрупаните производствени отпадъци се подлага на утилизация. Един от примерите за екологичните последствия от дейността на ликвидираните предприятия са отпадъците, натрупани между 1934 и 2001 г. – в периода на дейността на Джидинския волфрам-молибденов комбинат, в резултат на която около една трета от територията на град Закаменск е подложена на повишено замърсяване, а в езерото Байкал години след това продължават да попадат различни химични елементи от висок клас на опасност. В резултат на заустването на замърсяващи вещества, река Модонкул в района на Закаменск по хидрохимични показатели се характеризира като най-замърсената река в Байкалската природна зона.
В края на 2014 г. учените отбелязват опасно ниско ниво на езерото, което се отразява крайно отрицателно на цялата му биосистема. Това се свързва с дейността на енергийните компании и извънредно маловодната последна година.

## Туризъм
Желаещите да посетят Байкал по правило отначало се отправят към един от близките големи градове: Иркутск, Улан Уде или Северобайкалск. Пътувайки по Транссибирската магистрала между Иркутск и Улан Уде, Байкал може да се наблюдава с часове през прозореца на влака.
На 65 km от Иркутск, на брега на езерото край началото на Ангара е разположено селището Листвянка – едно от популярните места за туризъм на Байкал. Достигането до него от областния център може да стане с автобус или лодка за около час. От Листвянка започват голям брой круизи по езерото. Най-популярните маршрути са от селището до Болшие Коти, до полуостров Свети нос, остров Олхон и други.
На брега на Байкал се намират и градовете Слюдянка и Байкалск. В Слюдянка има железопътна гара, построена изцяло от мрамор. В Байкалск има ски писти, през лятото работи лифт; в слънчево време може да се види противоположната страна на езерото с разклоненията на Байкалския хребет.
На източния бряг популярност сред туристите има Баргузинския залив, откъдето продължава строителството на туристическо-рекреационна зона. В село Максимиха може да се започне обиколка с посещение на полуостров Свети нос. Има и конни и пеши походи. Южно от него са селищата Нови Енхалук, Заречие, Сухая. Между Енхалук и Сухая се намира сероводородния термален извор Загза.
Едно от най-красивите места в Байкал е Чивиркуйския залив, който има много живописни заливчета, закътани острови, лечебни извори. Хубава гледка към залива се открива от върха на Свети нос, до който може да се стигне от селището Уст-Баргузин.
На 30 km южно от устието на река Селенга е заливът Посолски Сор, където има два туристически лагера – Култушная и Байкалски прибой. Много от къмпингите предоставят туристически услуги.
Почти на крайната северна точка на езерото работи курортът Хакуси, до който може да се стигне само с лодка от селището Нижнеангарск или град Северобайкалск или по леда през зимата.
През различни райони около езерото минава Голямото байкалско трасе – система от екопътеки и един от най-добрите начини за туристите да се запознаят с природата и да се насладят на различни гледки и панорами от езерото Байкал.

### Забележителности
На Байкал и около него се намират множество паметници на природата, културата, както и исторически и археологически забележителности. Някои от тях са:
- Северен Байкал
- Скала Шаман-камен
- Чивиркуйски залив
- Баргузински залив
- Ушкани острови
- Залив Песчаная
- Нос Скала Шаманка на остров Олхон
- Нос Лудар
- Нос Ритий
- Връх Черски – 2090 m надморско равнище
- Околобайкалската железопътна линия
- Местността Фролиха

## Интересни факти
- Ако водата на Байкал (23 615 390 km³[32]), се раздели на гражданите на Русия (141 927 297 души[33]), то всеки от тях ще има около 166,4 хиляди m³ вода, което представлява примерно 2773 железопътни цистерни по 60 тона.

- По изследването на Леонид Колотило „Цената на Байкал“[34], стойността на водата в езерото е 236 трилиона долара. Статията му предизвиква определен интерес[35][36], в това число и в „Гринпийс Русия“[37], а Владимир Жириновски се позовава на нея (без да посочи автора на статията) в интервю по телевизия „Вести 24“[38].

## В културата
- През 1965 г. киностудия Горки заснема кинокомедията „Идвайте на Байкал“.
- През 1969 същата киностудия прави филма „На езерото“.
- През 1992 г. киностудия „Леннаучфилм“ заснима научнопопулярния филм „Байкалски предания“ (режисьор-оператор Виктор Петров). Филмът разказва за географските и природни дадености на езерото, както и историята на народите по бреговете му.
- 2011 – художественият филм „Сатисфакция“ с участието на Евгений Гришковец. Действието се развива на брега на Байкал в селището Листвянка (хотел „Маяк“).
- 2011 – художественият филм „На Байкал“[39].
- 2012 – художественият филм „На Байкал 2“.

Езерото във филателията:
|                       |                                      |                           |                           |
| 1959 г.: Езеро Байкал | 1966 г.: Промишлен риболов на Байкал | 1966 г.: Байкалска есетра | 1966 г.: Байкалски хариус |

## Други
На Байкал е наречена улица в квартал „Бояна“ в София (Карта), както и жилищен квартал в град Кърджали, намиращ се в началото на града.

## Топографски карти
- Лист от карта M-48-А.
- Лист от карта M-48-Б.
- Лист от карта N-48-Г.
- Лист от карта N-49-А.
- Лист от карта N-49-В.